# Дефлаграция
Дефлаграция е обикновено горене, което съпътства взривните явления. При дефлаграцията експлозивите и взривните смеси горят като най-обикновени горива със скорост 1 – 2 mm/s, което в значителна степен се различава от детонация и взривно горене. Обикновеното горене на експлозивите протича при сравнително ниска температура на пламъка. Всички експлозиви и взривни смеси могат да горят като обикновени горива. Разликата с горивата се състои в това, че експлозивите, горейки с такава малка скорост, могат вследствие на някои причини, като повишена температура, повишено налягане на отделящите се газообразни продукти в естествени условия и други, да преминат към бързо химично превръщане под формата на детонация.
Дефлаграцията е едно от най-опасните възможни явления при извършването на всякакъв вид взривни работи. При взривяването на заряди от експлозив, вследствие на някои причини, като ниска плътност, прах между отделните патрони в заряда, повишена влага (над 2% при прахообразните амониево-селитрени експлозиви, например), замърсяване със скални материали и др., детонационният процес може да затихне и да премине към обикновено горене. Опасността се увеличава и от това, че процесът на дефлаграция на експлозива след определено време може отново да премине към детонация.